# Antonov An-225
El Antónov An-225 Mriya (ucraniano: Антонов Ан-225 Мрія, designación OTAN: Cossack) fue un avión de transporte estratégico diseñado y fabricado por Antónov en la RSS de Ucrania (Unión Soviética) durante los años 1980. Considerado el avión más grande del mundo hasta el primer vuelo (experimental) del Stratolaunch el 13 de abril de 2019, fue además la aeronave más pesada de la historia con 640 toneladas MTOW y el mayor aerodino por longitud.
En ucraniano, Mriya (Мрія) significa 'sueño' (en el sentido de la inspiración). Su diseño, concebido para transportar el transbordador Burán y otros grandes componentes del programa espacial soviético, fue un desarrollo del exitoso Antonov An-124 Ruslán; por eso, se le conoce también como Súper-Ruslán. 
El primer An-225 se completó en 1988 y hay una segunda unidad parcialmente construida. En el año 2016 se anunció la reactivación del proyecto y la construcción de más aviones a través del convenio entre la ucraniana Ukroboronprom SC (Industria de Defensa Ucraniana) y la Corporación de la Industria Aérea de China (AICC por sus siglas en inglés), pero al final, quedó en nada al no considerarse viable económicamente, ya que sería preciso rediseñarlo en gran parte, ascendiendo los costes a unos 410 millones de euros, mientras que la aeronave en servicio, apenas recibe 20 peticiones de vuelo anual por un millón de dólares cada uno
En noviembre de 2004, la Federación Aeronáutica Internacional lo incluyó en el Libro Guinness de los Récords por sus 240 marcas. Entre estas se encuentra el récord mundial absoluto de transporte de carga aérea, con 189 980 kg en un único vuelo.
El 27 de febrero de 2022, durante la invasión rusa de Ucrania, el ministro de Relaciones Exteriores de Ucrania, Dmytro Kuleba, informó de que el Antonov An-225 había sido destruido por un ataque ruso en el aeropuerto de Hostómel, cerca de Kiev.

## Desarrollo

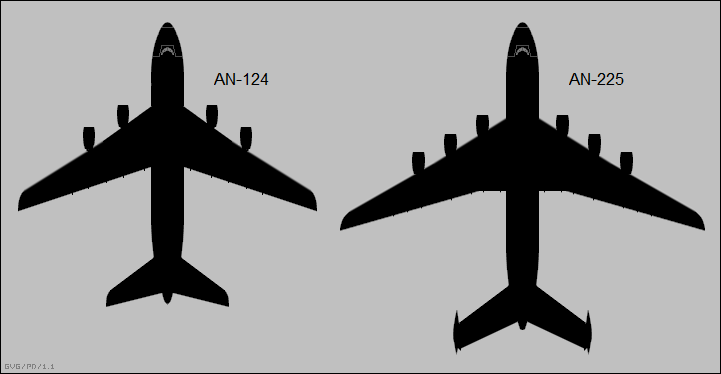
Siluetas del An-124 y el An-225.

El An-225 fue diseñado para el programa espacial soviético como un reemplazo del Myasishchev VM-T. Puede transportar los cohetes impulsores del Energía y el transbordador espacial Burán, teniendo una misión similar al Airbus Beluga y el Shuttle Carrier Aircraft. Entró en servicio con la matrícula CCCP-82060.
El avión era un desarrollo del An-124. Para alcanzar los requisitos de su nueva tarea, se le añadieron extensiones al fuselaje tanto a proa como popa de las alas, que recibían las raíces alares. Se le añadieron dos motores turbofan Ivchenko - Progress D-18T más a las nuevas raíces alares, sumando un total de seis y se modificó el tren de aterrizaje con un total de 32 ruedas. Se eliminaron la puerta y rampa traseras para ahorrar peso y se transformó la cola de un único estabilizador vertical a una cola doble con un estabilizador horizontal de grandes dimensiones. 
La cola doble era una necesidad, para poder llevar grandes cargas en un contenedor en el exterior, que perturbarían la aerodinámica de una cola convencional. A diferencia del An-124, el Mriya no fue diseñado para transporte táctico ni operar en pistas cortas. Además, aun en las pistas largas tiene dificultades para operar, ya que al despegar crea una enorme perturbación en el aire que provoca violentos torbellinos, de forma que el primer avión que quiera despegar tras el Mriya debe esperar quince minutos. Por ello, el An-225 solía frecuentar las pistas más tranquilas y así evitaba «entorpecer» el frenético ritmo de despegues y aterrizajes de los grandes aeropuertos.
El An-225 era la aeronave más grande y pesada del mundo en servicio y compite con el Hughes H-4 Hercules como el mayor aerodino construido jamás. No obstante, el H-4 nunca entró en servicio y solamente llegó a realizar un vuelo experimental de 1,6 kilómetros a 21 metros de altitud, mientras que el Antónov opera normalmente. Otros aviones comparables, aunque algo más pequeños y ligeros, son el Airbus A380 y el Boeing 747 Dreamlifter.
Entre sus problemas, figuran que solamente un 35% de los aeropuertos tenía la capacidad para recibir esta aeronave, y que sus costos de operación estaban en torno al millón de dólares por vuelo, lo cual hace que apenas realizara unas 20 operaciones al año.

## Historia operacional

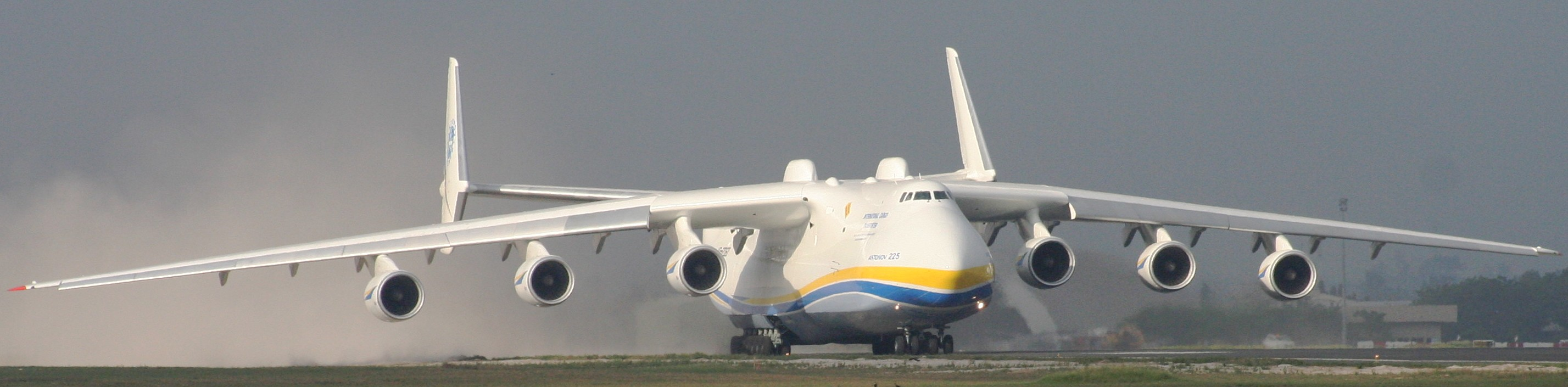
Imagen del An-225 en 2010

El An-225 realizó su primer vuelo el 21 de diciembre de 1988. Se comenzaron a fabricar dos aviones, pero solo se completó uno. Puede llevar cargas muy pesadas, de hasta 250 t en el interior o 200 t en la parte superior del fuselaje. Las cargas externas pueden medir hasta 70 m de longitud, para transportar cohetes y lanzar satélites al espacio. El segundo avión fue parcialmente construido a finales de los años 1980, en conexión con el programa espacial soviético. 
Tras la desaparición de la Unión Soviética y la cancelación del programa Burán, el An-225 operativo fue almacenado. Se retiraron los seis motores Ivchenko para utilizarlos en los An-124 y el segundo An-225 casi completo y sin motores también fue almacenado, pero después el primer avión fue alquilado para fletes aéreos de carga pesada.
En 1989, la oficina Antónov estableció la compañía Antonov Airlines con base en Kiev (Ucrania) y operando desde el aeropuerto de Londres-Luton en sociedad con Air Foyle HeavyLift. La compañía comenzó sus operaciones con una flota de cuatro An-124-100 y tres An-12, pero a finales de los años 1990 necesitaba un avión más grande que el An-124.
Como respuesta a esta necesidad, el An-225 original fue equipado con nuevos motores para el transporte de cargas pesadas y entró en servicio bajo la gestión de Antonov Airlines, cambiando la matrícula soviética CCCP-82060 por la ucraniana UR-82060. En la mayor parte de sus vuelos internacionales utiliza el indicativo Alfa-Delta-Bravo (por Antonov Design Bureau) seguido de un código variable de cuatro cifras (ADB-xxxx). Sin embargo, cuando vuela por espacio aéreo de la antigua Unión Soviética, suele utilizar el indicativo tradicional Antonov-Buró seguido del mismo código de cuatro cifras.
El 23 de mayo de 2001, el An-225 recibió el certificado tipo de la Interstate Aviation Committee Aviation Register. El primer vuelo comercial salió de Stuttgart con dirección a Thumrait (Omán) el 3 de enero de 2002 con 187,5 toneladas de comidas preparadas.

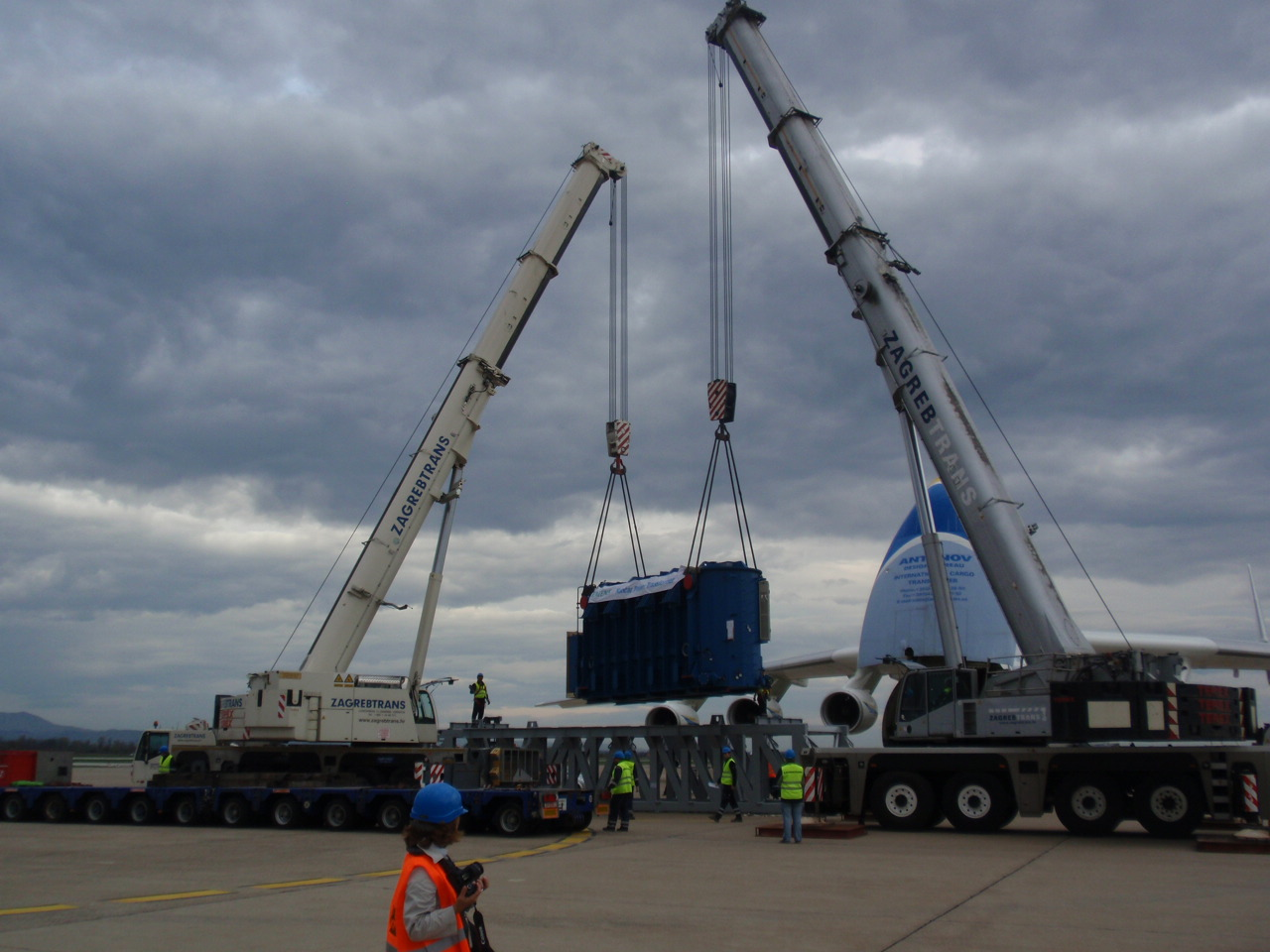
Cargando un transformador KPT de 136 toneladas sobre un marco de acero para el An-225 en el Aeropuerto de Zagreb con destino a las Filipinas en 2013. Carga total: 180 toneladas.

Por entonces el An-225 se convirtió en la bestia de carga de la flota de Antonov Airlines, transportando objetos como locomotoras o generadores eléctricos de 150 t, además de convertirse en un recurso valorado por las organizaciones de ayuda internacional, por su capacidad de transportar grandes cantidades de provisiones de emergencia, durante operaciones de ayuda en desastres humanitarios.
Hacia 2000 la demanda del An-225 excedía las capacidades de la aerolínea y en septiembre de 2006 se tomó la decisión de completar el segundo An-225. Se estimó que el ensamblaje finalizaría en 2010 y Rusia habría considerado iniciar la construcción en serie de este moderno avión de carga. No obstante, este proyecto no salió adelante por una diversidad de motivos, entre los que se encuentra su elevado coste económico y la dispersión de las tecnologías y fábricas necesarias entre varios de los países sucesores de la URSS.
La aeronave también ha recibido el interés por parte de magnates de Oriente Medio, según los cuales estarían interesados en fabricarlo en masa para convertirlo en un avión de transporte de pasajeros que pueda llevar alrededor de mil ocupantes en su interior.
A comienzos de junio de 2003, el An-225 junto con los An-124 habían entregado 800 t de equipo para ayuda humanitaria en Irak. El avión fue contratado por el gobierno estadounidense para transportar equipo militar a Oriente Medio en apoyo a las fuerzas de la coalición.
El 11 de agosto de 2009, el An-225 transportó la carga aérea más pesada y densa de la historia en un único vuelo de Fráncfort-Hahn a Ereván-Zvartnots (unos 3000 km). Se trataba de un generador construido por Alstom para una central eléctrica armenia, con 16,23 m de longitud, 4,27 m de anchura y 189 980 kg de peso. Este es el récord mundial absoluto en vigor para el transporte por vía aérea.
El 11 de junio de 2010 batió un nuevo récord, en esta ocasión al transportar la carga aérea más larga de la historia. Se trataba de dos álabes experimentales para aerogeneradores con una longitud de 42 metros, desde su fábrica en Tianjin (China) hasta Dinamarca.
El avión fue actualizado a principios de 2018 con un indicador combinado producido en los Estados Unidos, que reemplazó dos instrumentos (el indicador de actitud de espera de fabricación rusa y el altímetro) en el panel de instrumentos central. Los cambios no requieren certificación adicional, así que voló por primera vez después de las actualizaciones el 19 de marzo, informa el OEM ucraniano. Según el canal de televisión ucraniano TSN, este fue el primer vuelo del avión después de las reparaciones. El avión de pasajeros trepó a casi doce mil metros con fines de prueba, y el vuelo duró unas dos horas. El piloto al mando, Dmitry Antonov, confirmó que «el vuelo salió bien y el equipo funciona bien».

### Proyecto de lanzadera de satélites

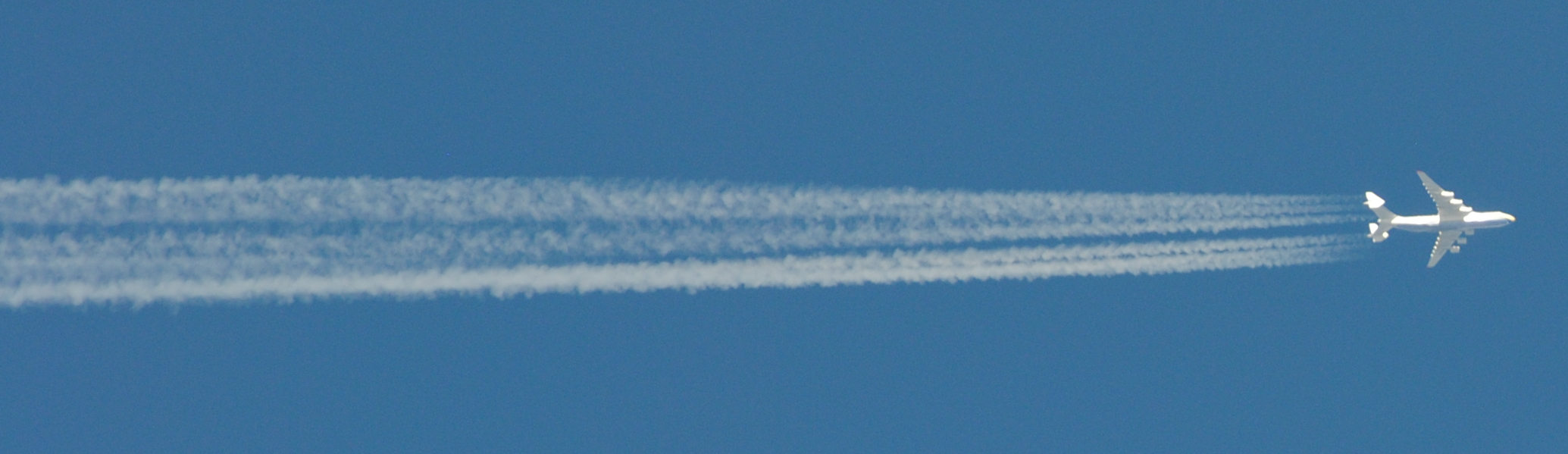

La empresa privada AICC (Airspace Industry Corporation of China), dedicada a la industria aeroespacial y de defensa, firmó en el 2016 un convenio para transformar el An-225 en una plataforma comercial de lanzamiento de satélites, un sector que duplicó sus beneficios entre 2006 y 2015, según los datos de la compañía. El director de las aerolíneas Antonov, Mikhail Kharchenko, considera que aún hay posibilidades de utilizar el An-225 como plataforma de lanzamiento aéreo.
«El An-225 podría lanzarlos desde cualquier altura inferior a los doce mil metros. Su tiempo de lanzamiento es flexible, preciso y es capaz de poner el satélite en la órbita deseada de forma rápida, lo que reduce mucho los costes», afirma el director de AICC, Zhang Youshengtells.
«Aproximadamente el 90% de la energía de los lanzadores se gasta en alcanzar los primeros diez kilómetros. Podemos poner una aeronave en la espalda del An-225, volar hasta esa altura y lanzarla desde allí. Desde esta perspectiva de costes, el beneficio económico sería inmenso», insiste Kharchenko.
Antes de esto, China planeaba desarrollar una versión especializada del Xian Y-20 para el lanzamiento de satélites. Los nuevos planes para Mriya pasan por incrementar el peso que puede soportar el avión hasta convertir a China en la nación con más capacidad de carga del mundo. El proyecto de la AICC prevé la construcción de una flota de mil unidades de este modelo, algo que crea sentimientos encontrados en sus creadores ya que incluiría la venta de toda la información técnica del avión, sus sistemas y motores.

### Destrucción

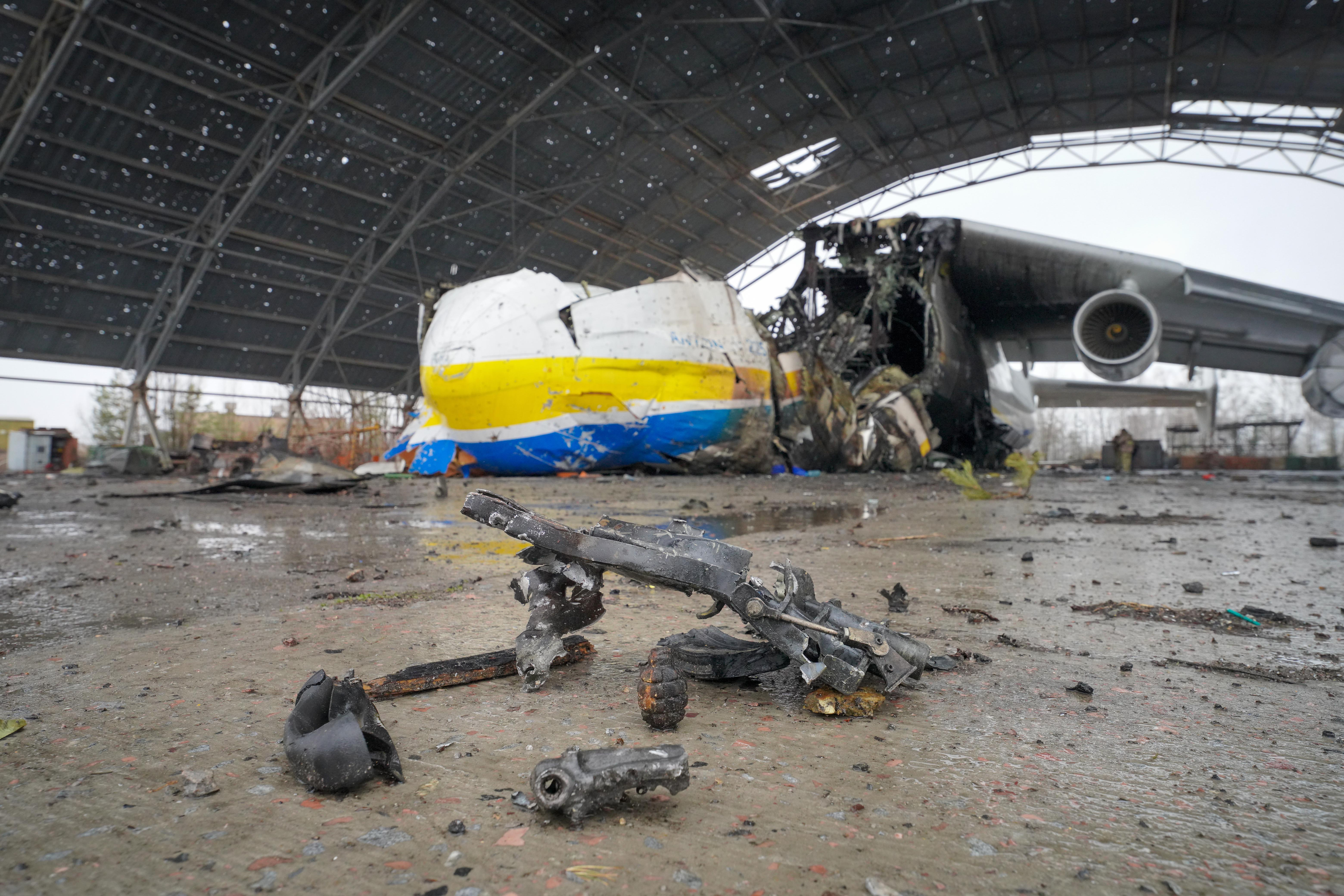
Restos del Antonov An-225, fotografiados el 3 de abril.

A finales del mes de febrero del 2022, se informó de los graves daños e incluso la destrucción de la aeronave debido a las acciones bélicas producidas por la invasión rusa de Ucrania, y más concretamente por un ataque aéreo ruso sobre el aeropuerto de Gostomel, cerca de Kiev, donde el avión se encontraba en un período de mantenimiento. La afirmación fue confirmada por varias fuentes ucranianas a lo largo de los siguientes días.
Seguidamente a las primeras informaciones, el piloto jefe del avión, de la aerolínea Antonov Airlines, quien además opera un canal de YouTube dedicado enteramente a este avión, dio una versión contradictoria, comunicando a través de su cuenta de Facebook que aunque el aeropuerto estuviera ocupado por los rusos, el avión se encontraba «completo». Sin embargo, más tarde se dio a conocer que el piloto no estuvo presente en el aeropuerto.
El 27 de febrero del 2022, según el primer ministro ucraniano Dmytro Kuleba, la destrucción de la aeronave fue ocasionada por un ataque aéreo, lo mismo que dijo el presidente de Ucrania Volodímir Zelenski y otros oficiales. En un comunicado de Antonov se puntualizó que hasta que fuera inspeccionado por expertos de la aerolínea, no se podía dar una versión oficial sobre el estado de la aeronave. Dicha inspección aún no se ha llevado a cabo por la situación bélica (a 5 de marzo de 2022). Sin embargo, el 2 de marzo de 2022, el comunicado del gobierno ucraniano asegurando la destrucción de la aeronave fue reforzado por imágenes del aeropuerto divulgadas en la prensa internacional. En ellas se observan los restos del fuselaje del AN-225 destruido. El día siguiente, el piloto del avión reconoció que es casi seguro que la aeronave hubiera sido destruida.  Según se estima[¿quién?], los costos de la aeronave cuya reparación costará unos 3.000 millones de dólares y tardará más de cinco años.
Posible reconstrucción
Según fuentes oficiales, Antonov está reconstruyendo su gran avión en un lugar secreto usando piezas del segundo ejemplar no finalizado .Otras fuentes no oficiales niegan esto ya que según ellos Rusia bombardeó la fábrica de Antonov donde estaba el segundo ejemplar.

## Diseño
Fue el avión de carga más grande del mundo, con seis motores de turbina, tres bajo cada ala y el doble timón vertical de cola, instalados en los extremos de una estructura alar en la parte trasera, donde se instalaron los alerones horizontales de vuelo que se conectan a la estructura central del fuselaje y termina con un diseño aerodinámico único en su tipo, para mejorar su rendimiento de vuelo y reducir la turbulencia trasera, por el gran tamaño de su fuselaje y para la carga en la parte superior, en una vaina de carga especial, transportar el transbordador espacial Burán y otros diseños de lanzamiento de cohetes espaciales, donde el flujo de aire trasero podía extenderse sin alterar el comportamiento de vuelo del avión.
Se transformó la cola de un único estabilizador vertical a una cola de doble estabilizador vertical, y un estabilizador horizontal de grandes dimensiones, conectado al fuselaje central, la cola doble era una necesidad, para poder llevar grandes cargas en un contenedor en el exterior, que perturbarían la aerodinámica de una cola convencional. A diferencia del anterior diseño del avión de transporte An-124, el nuevo Mriya no fue diseñado para transporte táctico ni operar en pistas cortas. Además, aun en las pistas largas tiene dificultades para operar, ya que al despegar crea una enorme perturbación en el aire que provoca violentos torbellinos, de forma que el primer avión que quiera despegar tras el Mriya debe esperar quince minutos. Por ello, el An-225 suele frecuentar las pistas más tranquilas y así evita entorpecer el frenético ritmo de despegues y aterrizajes de los grandes aeropuertos.

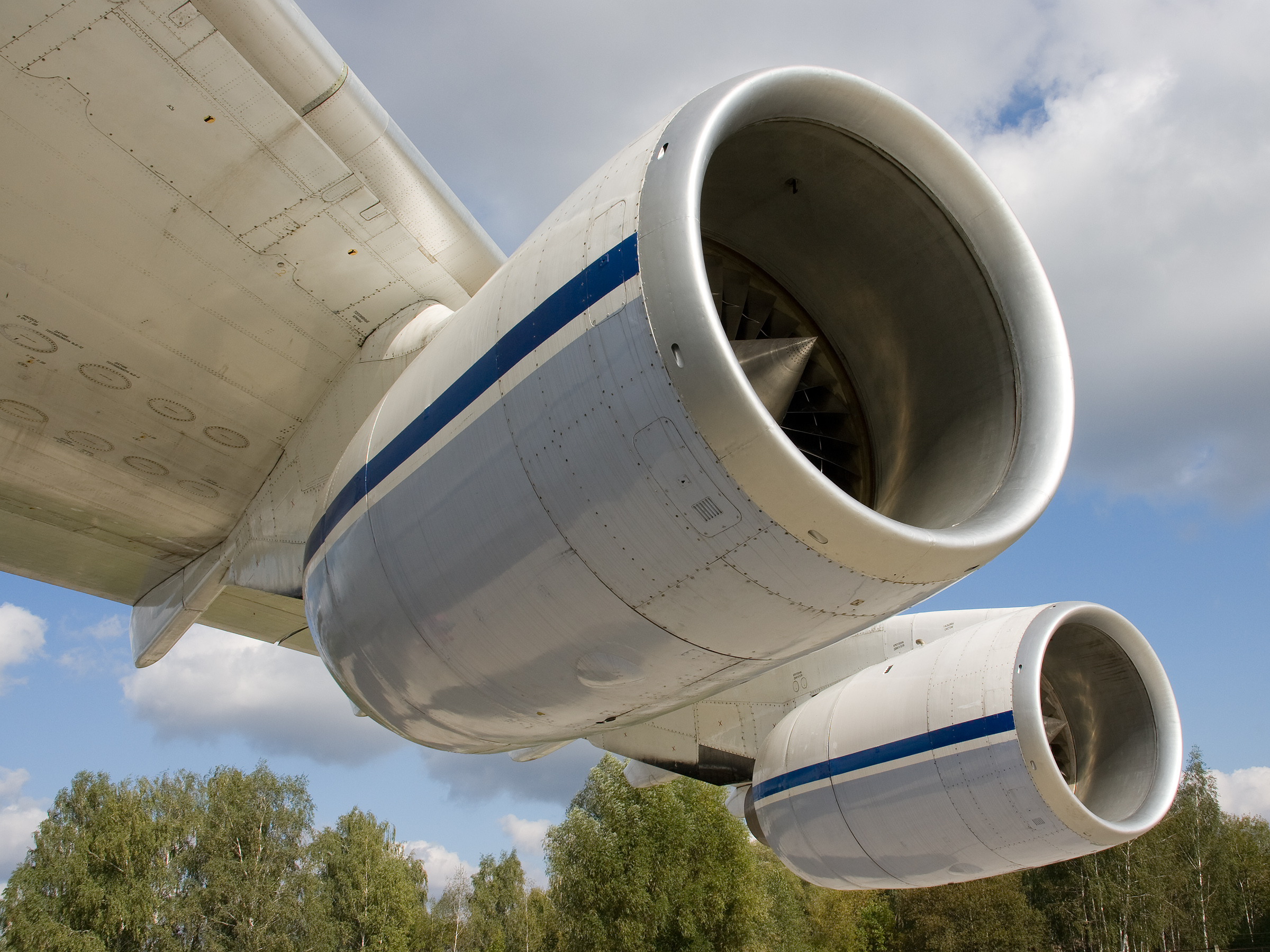
Dos motores Ivchenko Progress D-18T Series 4S

Tiene la compuerta delantera de carga de mercadería que se levanta sobre la cabina de mando, el tren de aterrizaje delantero pueda bajar un poco con controles hidráulicos de carga, como el diseño del avión de carga C-5 Galaxy, tiene una grúa en el techo de la bahía de carga y su propia compuerta delantera plegable, que se extiende en tres etapas para el ingreso de mercadería directamente sobre la rampa delantera, para aumentar el ingreso de carga y reducir el tiempo de espera en tierra.

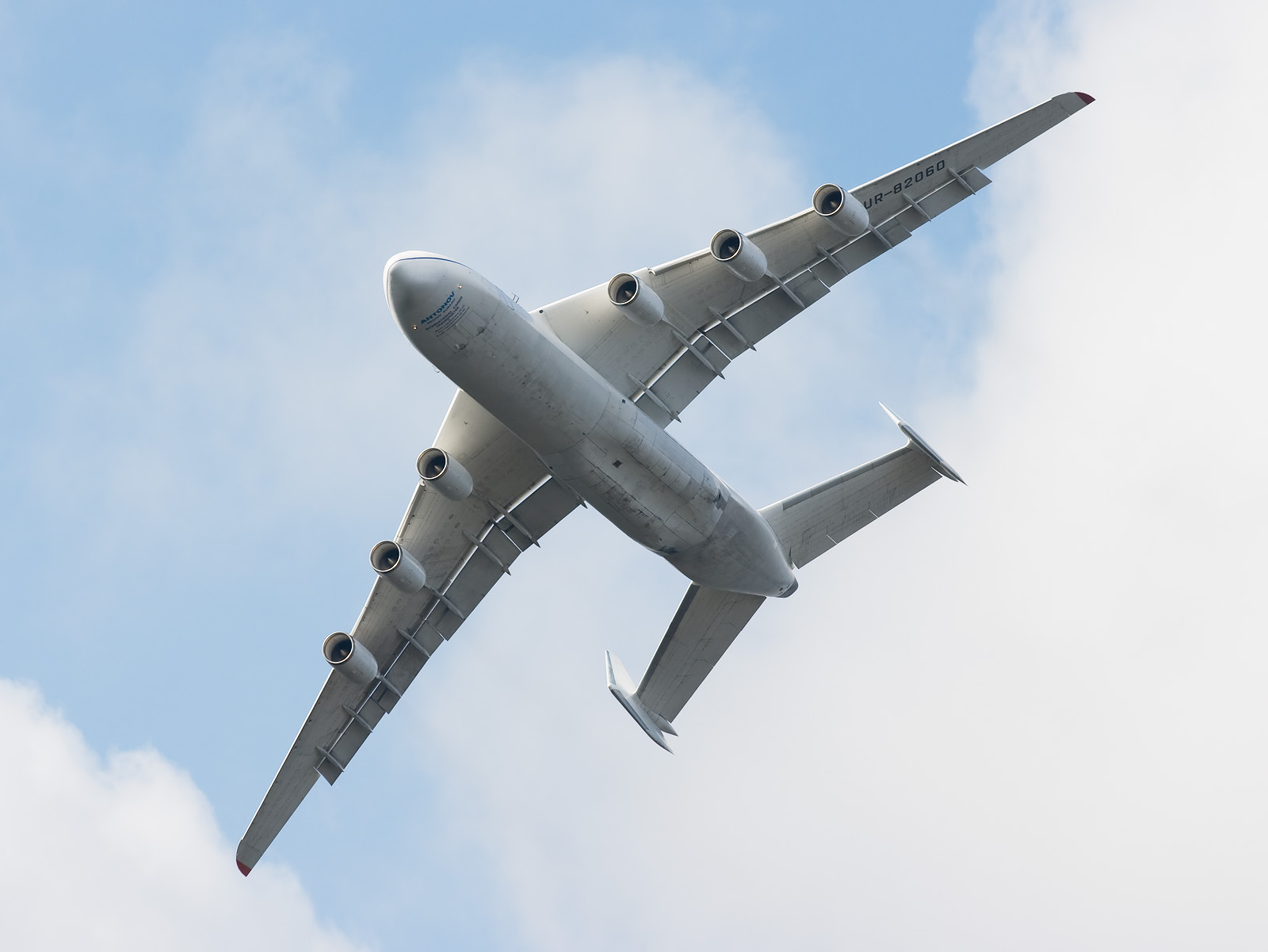
Vista inferior.
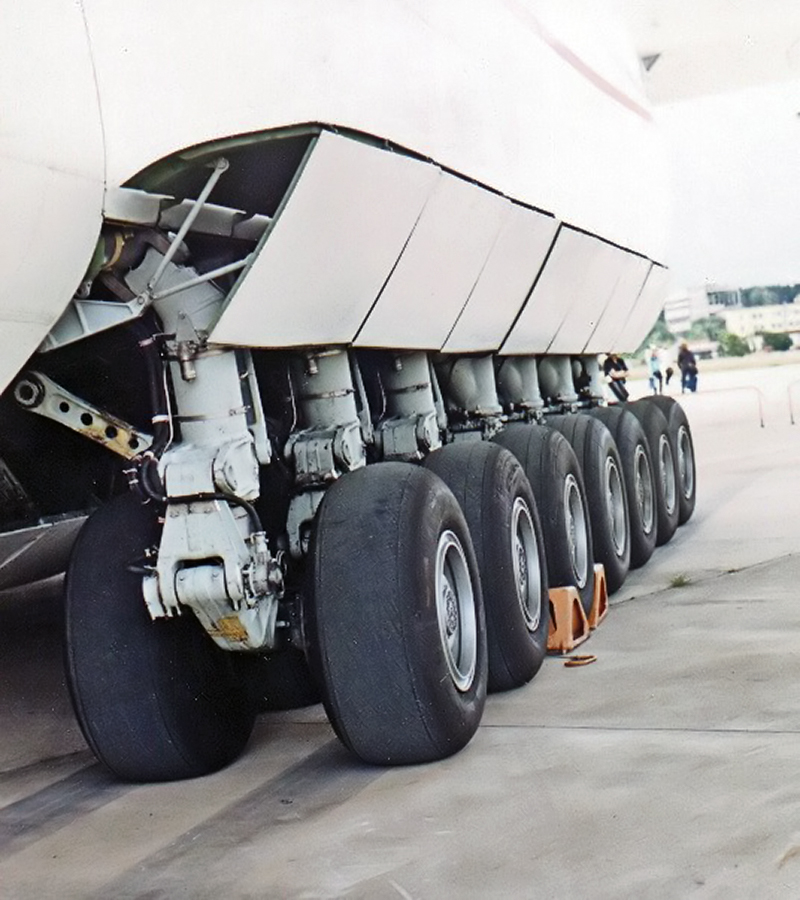
Tren de aterrizaje.
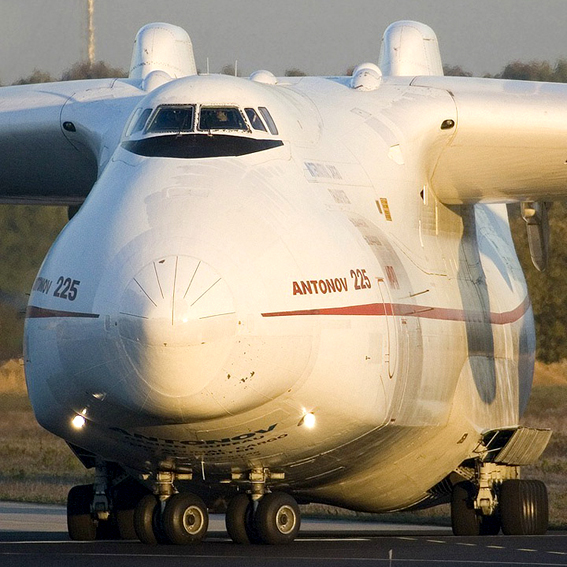
Parte delantera.
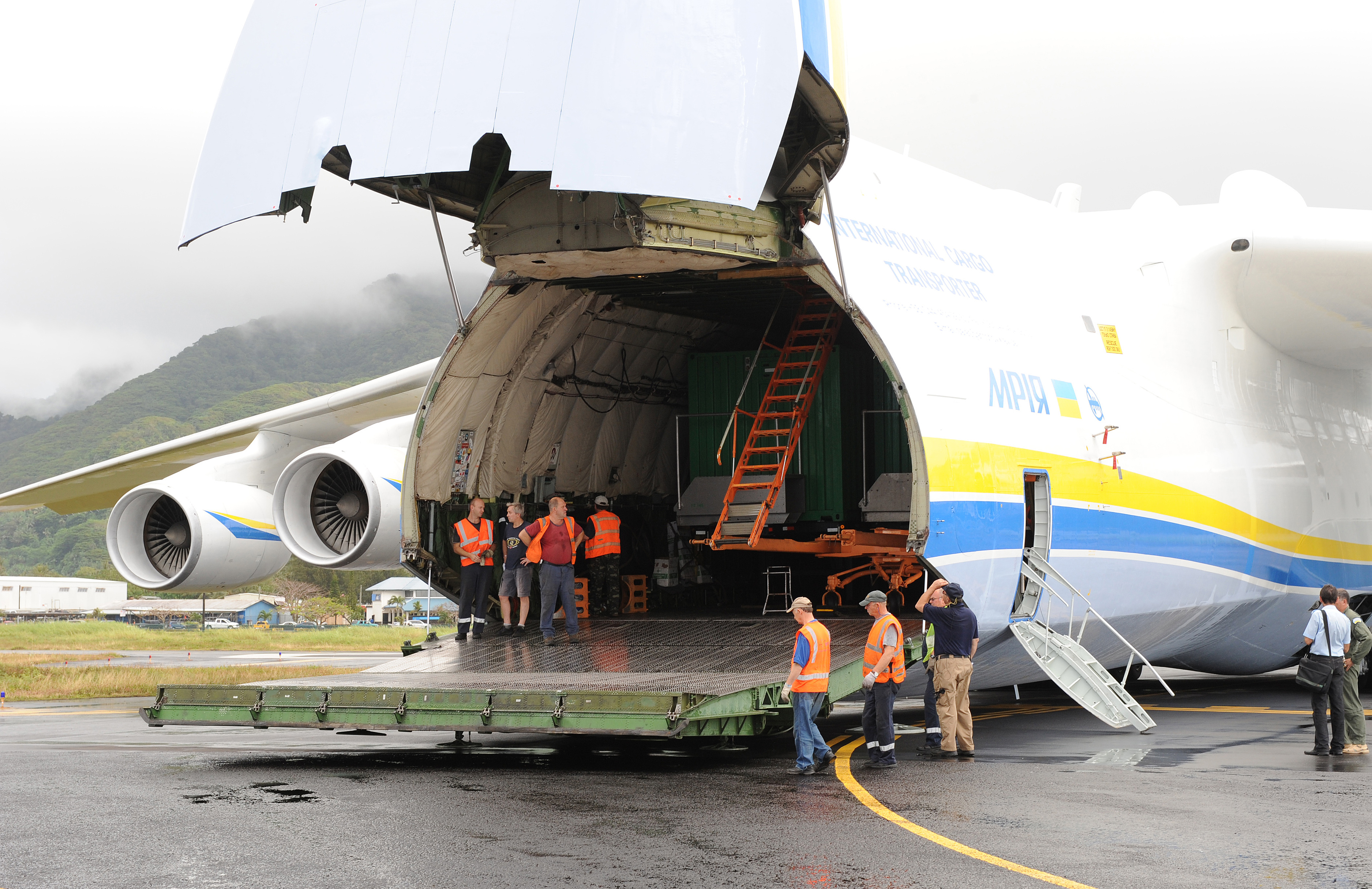
Parte delantera abierta.
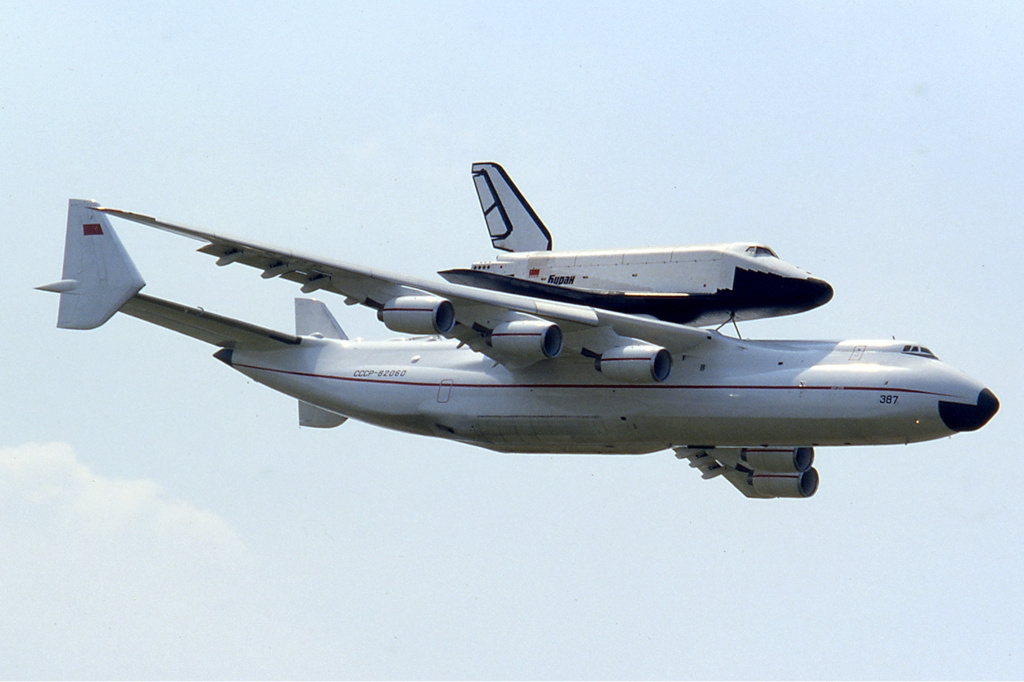
El An-225 transportando el Transbordador Burán en el Paris Air Show de 1989.

## Operadores
Ucrania /  Unión Soviética
- Aerolíneas Antonov

## Especificaciones
Referencia datos: Vectorsite, Antonov's Heavy Transports

### Características generales
- Tripulación: 6
- Capacidad: 1 300 m³
- Carga: 250 000 kg
- Longitud: 84 m (275,6 ft)
- Envergadura: 88,4 m (290 ft)
- Altura: 18,1 m (59,4 ft)
- Superficie alar: 905 m² (9741,6 ft²)
- Peso vacío: 285 000 kg (628 140 lb)
- Peso útil: 355 000 kg (782 420 lb)
- Peso máximo al despegue: 640 000 kg (1 410 560 lb)
- Planta motriz: 6× turboventiladores Progress D-18T.
  - Empuje normal: 229,5 kN (23 405 kgf; 51 600 lbf) de empuje cada uno.
- Dimensiones de la puerta: 440 × 640 cm
- Alargamiento: 8,6

### Rendimiento
- Velocidad máxima operativa (Vno): 855 km/h
- Velocidad crucero (Vc): 800 km/h (497 MPH; 432 kt)
- Alcance: 4000 km (2160 nmi; 2485 mi) con carga máxima
- Radio de acción: km
- Alcance en combate: km
- Alcance en ferry: 15400 km con combustible máximo
- Techo de vuelo: 11 000 m (36 089 ft)
- Carga alar: 662,90
- Empuje/peso: 0,234
- Carrera de despegue: 3.500 m con carga máxima

### Desarrollos relacionados
- Antonov An-124

### Aeronaves similares
- C-5 Galaxy
- Convair XC-99
- Airbus A380
- Airbus Beluga

Comparación de tamaños entre:
Airbus A380
Antonov An-225
Boeing 747-8
Hughes H-4
Scaled Composites Stratolaunch

- Boeing 747 Large Cargo Freighter
- Myasishchev VM-T
- Boeing 747 Shuttle Carrier Aircraft
- Hughes H-4 Hercules

### Listas relacionadas
- Anexo:Aeronaves más grandes